# 8704-es mellékút (Magyarország)
A 8704-es számú mellékút egy bő 12 kilométer hosszú, négy számjegyű országos közút Vas vármegye területén; Sorokpolányt köti össze a 8-as és a 86-os főutakkal.

## Nyomvonala
A 8-as főútból ágazik ki, annak a 150+300-as kilométerszelvénye közelében, Rábahídvég belterületének déli részén, északi irányban. A község központjáig Bertha György utca néven húzódik, majd ott, szűk 800 méter után keresztezi a 8701-es utat, amellyel egészen rövid közös szakaszuk is van; különválásuk után a 8704-es tovább folytatódik észak felé, már a Szombathelyi utca nevet viselve.
1,4 kilométer után kilép a belterületről, de még jó darabig Rábahídvég területén marad: már majdnem az 5. kilométerénél jár, amikor eléri Rábahídvég, Sorkikápolna és Sorkifalud hármashatárát. Innen több mint 2,5 kilométeren át e két utóbbi község határvonalát kíséri, majd jó fél kilométeren keresztül teljesen sorkikápolnai területen húzódik, de lakott területeit egyik településnek sem érinti.
Majdnem pontosan 8 kilométer után lépi át Sorokpolány határát, ott torkollik bele dél felől – még külterületen – a 8705-ös út, Egyházashollós irányából. 9,2 kilométer után éri el a belterület keleti szélét, pár lépéssel ezután beletorkollik a 8442-es út is, kelet felől, Csempeszkopács-Meggyeskovácsi irányából. Ezután nyugati irányt vesz és Fő utca néven húzódik végig a településen. 10,9 kilométer után hagyja maga mögött Sorokpolány utolsó házait, 11,3 kilométer után pedig átlép Kisunyom déli külterületei közé. Ott is ér véget, beletorkollva a 86-os főútba, nem messze annak a 69. kilométerétől.
Teljes hossza, az országos közutak térképes nyilvántartását szolgáló kira.gov.hu adatbázisa szerint 12,071 kilométer.

## Települések az út mentén
- Rábahídvég
- (Sorkifalud)
- (Sorkikápolna)
- Sorokpolány
- (Kisunyom)